# Insolvenzrecht (Vereinigte Staaten)
Das Insolvenzrecht der Vereinigten Staaten regelt das Insolvenzverfahren für Unternehmen, Munizipalitäten und Privatpersonen.

## Allgemeines
Rechtsgrundlage sind das Insolvenzgesetz (englisch Bankruptcy Act) als Teil des United States Code (USC) und weitere Spezialgesetze. Sie regeln den Fall, dass ein Schuldner (englisch debtor) seine Verbindlichkeiten (englisch debts) nicht oder nicht fristgerecht zurückzahlen kann, weil er zahlungsunfähig (englisch insolvent) und/oder überschuldet (englisch over-indebted) ist. Im Gegensatz zum deutschen Insolvenzrecht kennt das US-amerikanische Konkursrecht diese Insolvenzgründe nicht. Mit der Antragstellung treten automatisch die Konkurswirkungen ein, es bedarf keiner Konkurseröffnung durch ein Gericht. Als insolvent gilt nach Chapter 1 (§ 1 Nr. 15 Bankruptcy Act), wenn das gesamte Vermögen des Schuldners nicht ausreicht, um seine Schulden zu begleichen.

## Geschichte
Das erste Insolvenzgesetz der USA stammte vom April 1800, das bereits 1803 aufgehoben wurde. Er beruhte weitgehend auf dem englischen Common Law und hatte zum Ziel, ein einheitliches Konkursrecht für die USA zu schaffen. Erst 1841 gab es erneut ein kurzlebiges Insolvenzgesetz, denn es galt nur bis 1843. Ein weiteres Gesetz folgte 1867, das 1874 eine Erweiterung erfuhr und 1878 aufgehoben wurde. Es folgte 1898 ein Gesetz, das erstmals den Schuldnern Schutz vor dem Zugriff durch Gläubiger bot. Der heute geltende Bankruptcy Act ersetzte ein Gesetz aus dem Jahre 1938, wurde 1978 geändert erlassen und trat im Oktober 1979 in Kraft. Seitdem gab es zahlreiche Änderungen.

## Inhalt
Das Insolvenzgesetz ist der US Bankruptcy Code (BC), der im Buch 11 (englisch title 11) des United States Code (11 USC) enthalten ist. Die korrekte Langform ist demnach „Chapter 11 of Title 11 of the United States Code“. Es ist zu beachten, dass in Insolvenzsachen eine konkurrierende Gesetzgebungskompetenz der Bundesstaaten besteht.
Das Mindestkapital als „ex ante“-Gläubigerschutz spielt in den meisten Bundesstaaten keine Rolle mehr, der Gläubigerschutz wird vielmehr „ex post“ (also nach einer Insolvenz) über das Eigenkapitalersatzrecht (§ 519 c Bankruptcy code/BC), die Durchgriffshaftung, die Insolvenzanfechtung und über Treuepflichten der Unternehmensführung gegenüber den Gläubigern gewährleistet.

### Kapitel
Das US-Konkursrecht besteht aus neun Kapiteln/Abschnitten (englisch chapter). Chapter 1 enthält Definitionen und Regeln über das Konkursgericht (englisch general provisions; §§ 101–112 BC), Chapter 3 enthält Verfahrensvorschriften (englisch case administration; §§ 301–366 BC), Chapter 5 befasst sich mit den Gläubiger, dem Schuldner, dessen Vermögenswerten und der Rangordnung (englisch creditors, the debtor and the estate; §§ 501–562 BC). Sechs Kapitel beinhalten die eigentliche Insolvenz, und zwar Chapter 7 (§§ 701–784 BC), Chapter 9 (§§ 901–946 BC), Chapter 11 (§§ 1101–1174 BC), Chapter 12 (§§ 1201–1232 BC), Chapter 13 (§§ 1301–1330 BC) und Chapter 15 (§§ 1501–1532 BC).
- Das Chapter 7 beinhaltet die in den USA übliche Form der Insolvenz, die Liquidation (englisch liquidation). Ziel ist die Auflösung des insolventen Unternehmens, das dadurch aufhört, zu existieren. Ein dem deutschen Insolvenzverwalter gleichstehender Treuhänder (englisch trustee) darf über die freien Vermögenswerte des Schuldners verfügen, sie veräußern und die Verwertungserlöse an die Gläubiger verteilen. Unter Chapter 7 fallen auch die Privatinsolvenzen von Verbrauchern (englisch consumer), was seit April 2005 erschwert ist.
- Normadressaten des seit 1934 bestehenden Chapter 9 (englisch adjustment of debts of a municipality) sind die so genannten Munizipalitäten (englisch municipalities), also unterhalb eines Bundesstaats angesiedelte Gemeinden (englisch local governments), Städte (englisch cities), counties, townships, Zweckdistrikte (englisch special-purpose districts) und deren Unterform Schuldistrikte (englisch school districts) sowie öffentliche Einrichtungen (englisch public entities). Sie alle dürfen nur mit der Zustimmung des Bundesstaats Konkursantrag stellen. Damit sie nach Abschluss des Insolvenzverfahrens weiter existieren können, schließt Chapter 9 die Liquidation aus und ordnet stets eine Restrukturierung zwecks Fortführung an.
- Chapter 11–13 sehen die Restrukturierung (englisch reorganization) bei Unternehmen oder Privatpersonen vor. Das seit November 1978 bestehende Chapter 11 befasst sich mit der Restrukturierung von Unternehmen (Nichtbanken und Versicherern) jedweder Rechtsform (Corporation, Partnership oder Einzelunternehmen) aufgrund eines zu erstellenden Insolvenzplans. Kreditinstitute (bis auf Hypothekenbanken) unterliegen gemäß § 109 BC nicht dem normalen Konkursrecht.[8][9] Der Insolvenzplan darf vom Gericht nur bestätigt werden, „wenn nicht wahrscheinlich ist, dass ihm doch nur die Liquidation oder eine weitere Reorganisation des Unternehmens folgen wird“ (§ 1129 (a) [11] BC).[10] Privatpersonen fallen unter Chapter 11, wenn ihre Verschuldung die Grenzen des Chapter 13 überschreitet. Etwa 25 % aller Insolvenzen werden unter Chapter 11 abgewickelt.[11] Bei der Befriedigung der Gläubiger besteht eine gesetzliche Rangfolge (englisch rule of strict priority). Erst muss jede Klasse von Gläubigern vollen Ausgleich (englisch full compensation) erhalten, bevor die nächste Gruppe berücksichtigt werden kann. Chapter 12 kann nur von Landwirtsfamilien (englisch family farmers) und Fischerfamilien (englisch family fishermen) in Anspruch genommen werden. Chapter 13 sieht vor, dass der Schuldner einen Insolvenzplan vorlegen muss, der den Schuldendienst innerhalb eines Zeitraumes von 5 Jahren ermöglicht.
- Das Chapter 15 (englisch ancillary and other cross border cases) betrifft internationales Privatrecht. Danach erhalten ein Unternehmen mit Geschäftssitz außerhalb der USA oder ausländische Gerichte Zugang zu den amerikanischen Konkursgerichten bei grenzüberschreitenden Insolvenzfällen.[12]

### Wesentliche Merkmale
Voraussetzung für die Anwendung der erwähnten Chapters ist der Zahlungsausfall (englisch default), also die Nichtzahlung (englisch non-payment) einer fälligen (englisch due and payable) Schuld. Sachlich zuständig (englisch subject-matter jurisdiction) für Insolvenzen sind die United States District Courts (28 USC, § 1334(a) BC) in Form des United States Bankruptcy Court. Sie eröffnen das Verfahren, unterrichten die Öffentlichkeit (11 U.S.C. § 923 BC) und bestellen den Treuhänder (englisch trustee), der sämtliche Vermögenswerte (englisch estate) des Schuldners in Beschlagnahme nimmt. Es folgt ein gerichtliches Verwertungs- und Zahlungsverbot (englisch automatic stay), so dass die Gläubiger vom Schuldner keine Zahlungen oder Vermögen mehr annehmen oder verwerten dürfen (11 U.S.C. §§ 362(a), 901(a) BC). Der Konkursanfechtung unterliegt die kongruente Deckung (englisch preference). Die Beendigung der Insolvenz (englisch bankruptcy discharge) erfolgt durch Liquidation oder nach erfolgreicher Erfüllung des Insolvenzplans.

## Rezeption
Das schuldnerfreundliche US-Konkursrecht kann verzeihen und zehrt deshalb nicht die gescheiterten Unternehmer auf, die zu Unternehmensgründungen in anderen Märkten befähigt sind. Solange kein Anzeichen von Betrug vorhanden ist, kann ein Konkurs ein Übergangsritual für US-Unternehmer sein. Das deutsche Insolvenzrecht dagegen griff erst ab Januar 1999 die Möglichkeit der Fortführung sanierungsfähiger Unternehmen durch das Insolvenzplanverfahren auf, ist aber weiterhin von der Liquidation des Schuldners geprägt. Das amerikanische Konkursverfahren sieht den Schuldner im Mittelpunkt des Verfahrens, während in Deutschland auch weiterhin der Grundsatz des Insolvenzrechts, die gleichmäßige Befriedigung der Gläubiger, und damit eine Gläubigerorientierung, verfahrensbeherrschend sind; das amerikanische Verfahren dient dem Schuldnerschutz, das deutsche wird vom Gläubigerschutz beherrscht.